# Мінеральний комплекс
Мінеральний комплекс (рос. минеральный комплекс, англ. mineral complex, нім. mineralischer Komplex m) — сукупність масивів гірських порід і різних типів мінеральних родовищ, пов'язаних між собою спільними генетичними умовами.
Приклад — Криптобалітовий мінеральний комплекс